# Goodbye Blue & White
Goodbye Blue & White is een verzamelalbum van de Amerikaanse ska-punkband Less Than Jake. Het album werd uitgegeven op 19 februari 2002 via No Idea Records op vinyl en door Fueled by Ramen op cd. Het is daarna in de loop der jaren meerdere malen heruitgegeven door andere labels. De verschillende versies van het album wijken van elkaar af qua afspeelvolgorde.

## Nummers
1. "I Think I Love You" (cover van The Partridge Family) - 2:04
2. "Losing Streak" - 1:58
3. "Mixology of Tom Collins" - 2:06
4. "Modern World" (cover van The Jam) - 2:03
5. "Yo-Yo Ninja Boy" - 1:05
6. "Dopeman" - 2:32
7. "Rock-n-Roll Pizzeria" - 1:54
8. "We're Not Gonna Take It" (cover van Twisted Sister) - 1:46
9. "Son of Dick" - 1:28
10. "Teenager in Love" (cover van Dion and the Belmonts) - 1:32
11. "Freeze Frame" (cover van The J. Geils Band) - 2:29
12. "Your Love" (cover van The Outfield) - 1:27
13. "Scott Farcas Takes It on the Chin" - 2:45
14. "Descant" - 1:48
15. "Evil Has No Boundaries" (cover van Slayer) - 2:08
16. "Anti-Christ" (cover van Slayer) - 1:41
17. "Cheez" - 1:21
18. "Mississippi Mud" - 0:24
19. "Hamburger Hop" - 0:49
20. "KROQ Song" - 0:23